# Siemens Velaro
Velaro (abgeleitet vom spanischen Ausdruck velocidad alta für „Hochgeschwindigkeit“) ist eine international erfolgreiche Familie von Hochgeschwindigkeitszügen, hergestellt von Siemens Mobility. Die Triebzüge stellen die Weiterentwicklung der ICE 3 in jeweils an die Bedürfnisse diverser Bahnunternehmen angepasste Entwicklungslinien dar.

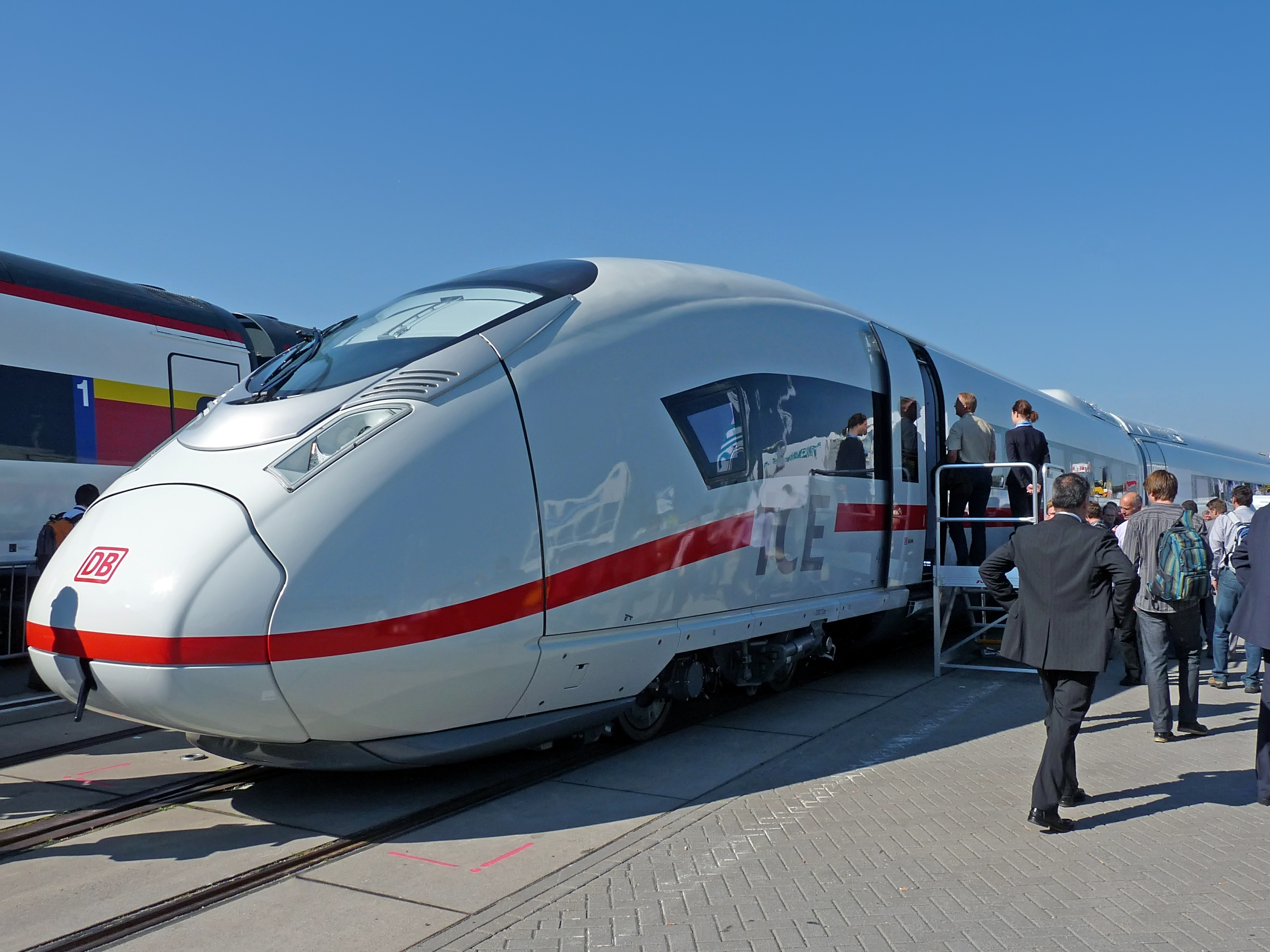
Velaro D auf der InnoTrans 2010, Baureihe 407 der Deutschen Bahn

## Nutzer und Varianten

### Velaro E
Die Spanische Staatsbahn (RENFE) bestellte als erste Bahngesellschaft von Siemens insgesamt 26 achtteilige Triebzüge als RENFE-Baureihe 103. Mit einer zulässigen Geschwindigkeit von 350 km/h und einer bei Versuchsfahrten erreichten Spitzengeschwindigkeit von 403,7 km/h war diese Variante von Juni 2007 bis September 2010 der schnellste in Serie gefertigte Zug der Welt. Die Velaro E (E für España, Spanisch für Spanien) sind die ersten auf Basis der Velaro-Plattform ausschließlich von Siemens entwickelten Züge. Die Triebzüge wurden in Technik und Innenraumausstattung entsprechend weiterentwickelt sowie dem Einsatzgebiet und Betreiberwünschen angepasst. Seit 2007 verkehren die Einheiten planmäßig auf unterschiedlichen Strecken in Spanien.

### Velaro RUS
In Russland verkehren zehnteilige Sapsan, eine Version mit wegen der größeren Fahrzeugbegrenzungslinie breiteren Wagenkästen für russische Breitspur, unter der Herstellerbezeichnung Velaro RUS (RUS für Russland). Sie sind die dritte auf Basis der Velaro-Plattform entwickelte Triebzug-Variante. Sie erhielt den Markennamen Wanderfalke (russisch сапсан, Sapsan: so heißt auf Russisch der schnellste Vogel aus der Familie der Falken). Mit den breiteren Wagenkästen basieren sie auf dem Velaro CN, wurden aber mit Drehgestellen für die russische Breitspur ausgerüstet und insbesondere den speziellen klimatischen Bedingungen vor Ort angepasst. Seit Dezember 2009 verkehrt die erste Bauserie von acht Zügen in Russland planmäßig, weitere acht Einheiten folgten 2014. Im Juni 2019 wurden weitere 13 Triebzügen durch die Russische Staatsbahn in Auftrag gegeben. Einschließlich der Instandhaltung für 30 Jahre betrug der Auftragswert 1,1 Milliarden Euro.

### Velaro CN
In China sind CRH3, eine Variante mit ebenfalls breiteren Wagenkästen auf Regelspur, als Velaro CN (CN für China) im Planbetrieb. Eine Einheit dieser Variante stellte am 9. Januar 2011 mit einer Geschwindigkeit von 487 km/h einen neuen Weltrekord für serienmäßige Züge auf. Die Velaro CN sind die zweite auf Basis der Velaro-Plattform entwickelte Bauart. Sie zeichnen sich durch breitere Wagenkästen und technische Anpassungen an den Hochgeschwindigkeitsverkehr in der Volksrepublik China aus. Die Fertigung fand überwiegend lokal in China statt.

### Velaro D (DB-Baureihe 407)
Die 17 Velaro D (D für Deutschland) bilden die vierte auf Basis der Velaro-Plattform entwickelte Variante. Ihre ursprünglich ab 2011 geplante Auslieferung verzögerte sich mehrfach. Erst kurz vor Weihnachten 2013 wurden die ersten vier Triebzüge von der Deutschen Bahn in Dienst gestellt.
Da die Züge im Verkehr in Deutschland, Frankreich und Belgien zum Einsatz kommen sollen, wurden sie viersystemfähig für alle im europäischen Fernbahnnetz vorkommenden Bahnstromsysteme ausgelegt. Die Triebzüge werden bei der Deutschen Bahn der ICE-3-Flotte zugeordnet.

### Velaro e320
17 Züge der sechzehnteiligen Bauart Velaro e320 (320 für die Höchstgeschwindigkeit von 320 km/h) verbinden Frankreich, die Niederlande und Belgien mit England durch den Eurotunnel. Als Eurostar 320 ergänzen sie seit 2015 die bisher ausschließlich aus Einheiten der britischen Klasse 373 (TGV TMST) bestehende Zugflotte.
Am 7. Oktober 2010 gab die Eurostar Group die Absicht zur Bestellung von zehn Velaro-Triebzügen zur Ergänzung ihrer Flotte bekannt. Die knapp 400 m langen Züge bieten eine Kapazität von rund 900 Sitzplätzen und wurden für eine Geschwindigkeit von 320 km/h zugelassen.
Der Auftragswert lag bei mehr als 600 Millionen Euro. Am 20. November 2015 wurde erstmals ein Zug kommerziell eingesetzt. Im November 2014 wurde die Bestellung um weitere sieben Züge im Wert von 380 Millionen Euro ergänzt.

### Velaro TR
Die türkische Eisenbahngesellschaft TCDD betreibt seit 2015 zunächst sieben achtteilige Triebzüge der Baureihe HT80000 mit der Herstellerbezeichnung Velaro TR (TR für Türkei). Sie bilden die sechste auf Basis der Velaro-Plattform entwickelte Triebzug-Variante. Die zunächst sieben 200 Meter langen Züge bestehen aus acht Wagen. Sie erreichen eine Höchstgeschwindigkeit von 300 km/h und werden auf den Hochgeschwindigkeitsstrecken Ankara–Istanbul und Ankara–Konya eingesetzt.
Der erste Velaro TR wurde am 23. Mai 2015 von der TCDD in Betrieb genommen und verkehrt sechsmal täglich zwischen Ankara und Konya. Im April 2018 erfolgte ein Auftrag über zehn weitere Züge mit gleicher Konfiguration, der später auf zwölf Züge erweitert wurde. Das Vertragsvolumen, das neben den Zügen auch drei Jahre Wartung, Reparatur und Reinigung umfasst, belief sich auf rund 340 Millionen Euro. Der erste Triebzug der neuen Serie wurde im November 2019 ausgeliefert. Die Auslieferung wurde im Juni 2021 abgeschlossen.

### Velaro MS (ICE 3neo / DB-Baureihe 408)
Im August 2019 schrieb die Deutsche Bahn die Lieferung von bis zu 90 je 300 bis 320 km/h schnellen und mit den Einheiten der Baureihe 407 kuppelbaren Hochgeschwindigkeitszügen aus, wobei deren Einsatz im Fahrgastbetrieb bereits ab Dezember 2022 verlangt wurde. Damit sollte möglichst schnell das Angebot an Fernverkehrszügen auf den Hochgeschwindigkeitsstrecken erweitert werden. Basierend auf der Velaro-Plattform und der bereits eingesetzten Baureihe 407 bot Siemens die für den grenzüberschreitenden Einsatz verlangten Mehrsystemzüge an und erhielt im Juli 2020 den Auftrag, 30 dieser Züge im Wert von rund einer Milliarde Euro zu liefern; darüber hinaus wurde eine Option auf 60 weitere Triebzüge vereinbart. Anfang 2022 übte die DB die Option teilweise aus und erhöhte die Bestellung um weitere 43 auf insgesamt 73 Züge. Im Mai 2023 gab die Deutsche Bahn die Bestellung der restlichen 17 Züge bekannt.
Siemens bezeichnet die Triebzüge als Velaro MS (Multi System), die Deutsche Bahn als ICE 3neo; sie sollen als Baureihe 408 eingeordnet werden. Die Auslieferung der 2022 bestellten 43 zusätzlichen Züge soll im Herbst 2024 beginnen und 2028 abgeschlossen werden. Das Auftragsvolumen für diese Züge betrug 1,5 Milliarden Euro. Am 5. Dezember 2022 wurde im Hauptbahnhof Frankfurt der erste ICE 3 neo vorgestellt; er fuhr anschließend nach Köln.

### Velaro EGY

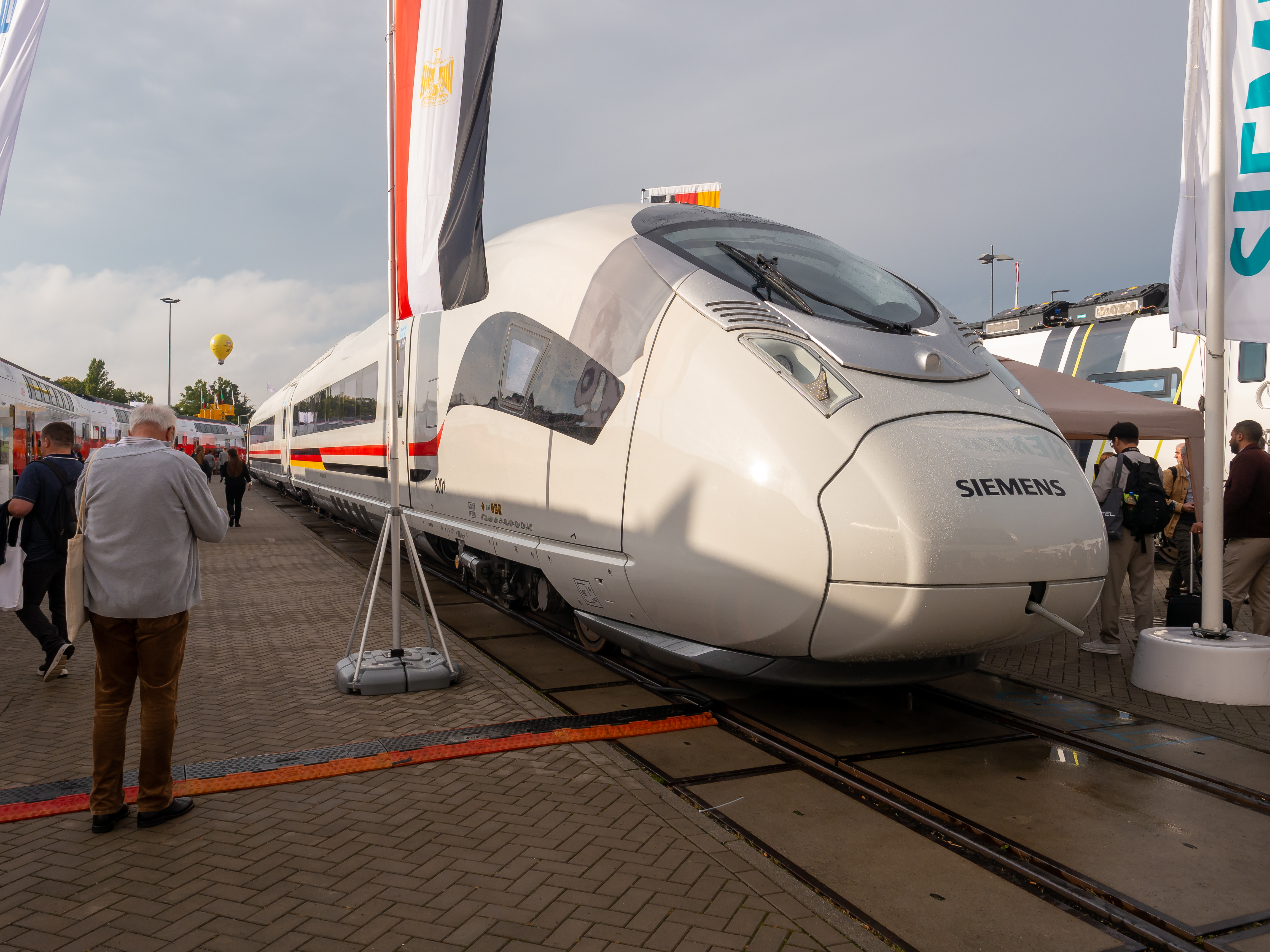
Ein Endwagen des Velaro EGY auf der Innotrans 2024

2022 erhielt Siemens einen Auftrag über den Aufbau eines Hochgeschwindigkeitsnetzes in Ägypten, das auch 41 achtteilige Velaro-Triebzüge beinhaltet. Die Züge sollen bis zu 230 km/h schnell fahren können. Sie sind für 250 km/h konzipiert und verfügen über 481 Sitzplätze, darunter zwei Rollstuhlplätze. Der Velaro Egypt als jüngste Generation der Velaro-Plattform, basiert auf dem Velaro MS, der von der DB eingesetzt wird. Im Mai 2024 wurde die erste Zugeinheit des „Velaro EGY“ auf der Teststrecke Wegberg-Wildenrath in Deutschland Tests unterzogen, die Auslieferung sollte Ende 2024 beginnen. Ein erster Triebzug wurde auf der Innotrans im September 2024 in Berlin präsentiert. Im September 2024 waren fünf Züge im Bau.

## Technik
Die Velaro basieren auf den für die Deutsche Bahn entwickelten ICE 3. Während die ICE-Variante in den 1990er Jahren von einer Arbeitsgemeinschaft mehrerer Unternehmen unter der Federführung von Siemens entwickelt wurde, handelt es sich bei den Velaro um reine Siemens-Produkte. Mit der Trennung der Arbeitsgemeinschaft musste der nun alleinige Hersteller Siemens die Triebzüge generell überarbeiten, da die zwischenzeitliche Herausgabe der technischen Spezifikationen für Interoperabilität (TSI) und weiterentwickelte Normen unter anderem an den Brandschutz neue und komplexere Anforderungen stellten. Dazu kam die Neukonstruktion der bisher nicht von Siemens stammenden Elemente. Die in Aluminium-Integralbauweise konstruierten Triebwagenzüge sind dabei als Plattform konzipiert, die auf die speziellen Bedürfnisse von Kunden in den verschiedenen Ländern modifiziert werden kann. Unter anderem wurden bei den derzeitigen Varianten Antriebsleistungen, Stromsysteme, Klimaanlagen, Sitzplatzanzahl, Wagenkastenbreiten und Spurweiten den örtlichen Anforderungen angepasst. Auch die Wagenübergänge wurden gegenüber den ICE 3 verändert. Die Außentüren sind elektrisch betätigte, einflügelige Schwenkschiebetüren mit einer lichten Weite von 900 und einer lichten Höhe von 2050 Millimetern.
Anders als bei den ICE 3 können Traktionshilfsbetriebe wie Stromrichterkühlwasserpumpe, Stromrichterkühlerlüfter, Fahrmotorlüfter und die Lüfter der Bremswiderstände auch ohne Fahrleitungsspannung versorgt werden. Das Aussetzen der Kühlung in den Schutzstrecken auf der LGV Est hatte bei den ICE 3 wiederholt zu Problemen geführt.
Im Gegensatz zu den ICE 3 sind die meisten Velaro-Varianten nicht mit einer Wirbelstrombremse ausgerüstet, lediglich die Velaro D verfügen über dieses Bremssystem.
Laut Herstellerangaben seien die Velaro die ersten Hochgeschwindigkeitszüge, die die Technischen Spezifikationen für die Interoperabilität zur Barrierefreiheit (TSI PRM) erfüllen.
Velaro ist eine eingetragene Marke von Siemens.
Das Design der Züge wurde 2015 mit dem Red Dot Design Award in der Kategorie Product Design 2015 ausgezeichnet.

### Verteilter Antrieb
Zu den wesentlichen Kennzeichen der Züge zählt der verteilte Antrieb, wie er bereits bei den ICE 3 und ICE T angewendet wurde und mit dem auf Triebköpfe verzichtet wird. Neben den Fahrmotoren und der Bremsausrüstung, welche seit jeher unter den Wagenböden angeordnet sind, wurden nun auch diejenigen Komponenten der elektrischen und mechanischen Ausrüstung unterflur über die einzelnen Wagen des Zugs verteilt, die sich sonst in den Triebköpfen befinden (beispielsweise Transformatoren, Traktionsstromrichter, Hilfsbetriebeumrichter, Luftpresser, Luftbehälter, Bremsgerüste, Batteriekästen und Batterieladegeräte). Bei einem achtteiligen Triebzug sind 50 Prozent der Drehgestelle Triebdrehgestelle (40 Prozent bei den zehnteiligen Velaro RUS). Damit wurde die Anfahrzugkraft im Vergleich zu den ICE 2 mit Triebköpfen um 50 Prozent verstärkt, sie beträgt rund 300 kN statt früher 200 kN. Die Traktion wurde wie bei den ICE 3 im Vergleich zu den ICE 1 und 2 so weit verbessert, dass auch in einer Steigung mit 40 ‰ ein Anfahren aus dem Stand selbst dann noch möglich ist, wenn ein Viertel der Antriebsleistung nicht zur Verfügung steht.
Auch die Zahl der Sitzplätze erhöhte sich bei gleicher Zuglänge um etwa 15 Prozent. Eine als Velaro HD bezeichnete Designstudie geht von 536 Sitzplätzen in einem 200 Meter langen Zug aus (2+2-Bestuhlung, UIC-Profil). Auch ermöglicht das Konzept an beiden Zugenden eine freie Sicht der Fahrgäste auf die Strecke. Von den Loungeplätzen kann man, nur durch eine Glasscheibe getrennt, dem Triebfahrzeugführer über die Schulter schauen. Bei den Velaro D wurde jedoch auf diese verzichtet. In den Endwagen ist zwischen Führerstand und Fahrgastraum ein Teil der Fahrzeugtechnik untergebracht, was im Gegenzug mehr Platz in den Reisendenräumen ermöglicht.

### Technische Daten im Vergleich
| Kenngröße                          | Velaro E Spanien                                                                   | Velaro CN VR China                                                                                  | Velaro RUS Russland                                                                | Velaro D Deutschland                                                | Velaro MS Deutschland                                               | Velaro e320 Vereinigtes Königreich                                  | Velaro TR Türkei                                 | Velaro EGY                                        |
| ---------------------------------- | ---------------------------------------------------------------------------------- | --------------------------------------------------------------------------------------------------- | ---------------------------------------------------------------------------------- | ------------------------------------------------------------------- | ------------------------------------------------------------------- | ------------------------------------------------------------------- | ------------------------------------------------ | ------------------------------------------------- |
|                                    |                                                                                    | |                                                                                    |                                                                     |                                                                     |                                                                     |                                                  |                                                   |
| Bezeichnung des Betreibers         |                                                                                    | | Sapsan (Wanderfalke)                                                               | ICE 3 (MS)                                                          | ICE 3neo                                                            | Eurostar 320                                                        |                                                  |                                                   |
| Baureihe                           | 103                                                                                | CRH3                                                                                                | EVS1 (Einsystem), EVS2 (Zweisystem)                                                | 407                                                                 | 408                                                                 | 374                                                                 | HT80000                                          |                                                   |
| Anzahl                             | 26 (achtteilig)                                                                    | 060 CRH3C (achtteilig) 060 CRH380B (achtteilig) 140 CRH380BL (16-teilig) 040 CRH350LTT (achtteilig) | 29 (zehnteilig)                                                                    | 17 (achtteilig)                                                     | 90 (achtteilig)                                                     | 17 (16-teilig)                                                      | 19 (achtteilig)                                  | 41 (achtteilig)                                   |
| Baujahre                           | 2002–2007                                                                          | seit 2007                                                                                           | 2007–2022                                                                          | 2009–2012                                                           | seit 2021                                                           | 2012–2017                                                           | 2014–2021                                        | seit 2023                                         |
| Betriebliche Höchstgeschwindigkeit | 350 km/h                                                                           | 350 km/h (CRH3C/CRH350LTT) 380 km/h (CRH380B/CRH380BL)                                              | zunächst 250 km/h (aufrüstbar bis 350 km/h)                                        | 320 km/h (Wechselstrom) 220 km/h (Gleichstrom)                      | 320 km/h (Wechselstrom) 200 km/h (3 kV) 160 km/h (1,5 kV)           | 320 km/h                                                            | 300 km/h                                         | 230 km/h                                          |
| Spannungsversorgung                | 25 kV, 50 Hz ~                                                                     | 25 kV, 50 Hz ~                                                                                      | Einsystem: 3 kV = Zweisystem: 3 kV =, 25 kV, 50 Hz ~                               | 15 kV, 16,7 Hz ~, 25 kV, 50 Hz ~, 1,5 kV =, 3 kV =                  | 15 kV, 16,7 Hz ~, 25 kV, 50 Hz ~, 1,5 kV =, 3 kV =                  | 25 kV, 50 Hz ~, 1,5 kV =, 3 kV = optional: 15 kV, 16,7 Hz ~         | 25 kV, 50 Hz ~                                   |                                                   |
| Stromübertragung                   | Oberleitung, Stromabnehmer                                                         | Oberleitung, Stromabnehmer                                                                          | Oberleitung, Stromabnehmer                                                         | Oberleitung, Stromabnehmer                                          | Oberleitung, Stromabnehmer                                          | Oberleitung, Stromabnehmer                                          | Oberleitung, Stromabnehmer                       | Oberleitung, Stromabnehmer                        |
| Dauerleistung                      | 8800 kW                                                                            | 8800 kW (achtteilig) 18 400 kW (16-teilig)                                                          | 8000 kW                                                                            | 8000 kW (Wechselstrom) 4200 kW (Gleichstrom)                        | 8000 kW (Wechselstrom) 4200 kW (Gleichstrom)                        | 16 000 kW                                                           | 8000 kW                                          |                                                   |
| Leistungskennziffer                | 20,7 kW/t                                                                          | k. A.                                                                                               | 12 kW/t                                                                            | 16,2 kW/t (Wechselstrom) 8,5 kW/t (Gleichstrom)                     | 16,2 kW/t (Wechselstrom) 8,5 kW/t (Gleichstrom)                     | k. A.                                                               | k. A.                                            |                                                   |
| Anzahl der Fahrmotoren             | 16                                                                                 | 16 (achtteilig) 32 (16-teilig)                                                                      | 16                                                                                 | 16                                                                  | 16                                                                  | 32                                                                  | 16                                               |                                                   |
| Spurweite                          | 1435 mm                                                                            | 1435 mm                                                                                             | 1520 mm                                                                            | 1435 mm                                                             | 1435 mm                                                             | 1435 mm                                                             | 1435 mm                                          | 1435 mm                                           |
| Zuglänge über Kupplung             | ca. 200,3 m                                                                        | ca. 200 m (achtteilig) ca. 400 m (16-teilig)                                                        | ca. 250,3 m                                                                        | 200,72 m                                                            | 200,72 m                                                            | 398,92 m                                                            | 200,72 m                                         | 200,72 m                                          |
| Länge Endwagen                     | 25 535 mm                                                                          | 25 535 mm                                                                                           | 25 535 mm                                                                          | 26 035 mm (inkl. Kupplung)                                          | 26 035 mm (inkl. Kupplung)                                          | 26 035 mm (inkl. Kupplung)                                          | 26 035 mm (inkl. Kupplung)                       | 26 035 mm (inkl. Kupplung)                        |
| Länge Mittelwagen                  | 24 175 mm                                                                          | 24 175 mm                                                                                           | 24 175 mm                                                                          | 24 775 mm (inkl. Kupplung)                                          | 24 775 mm (inkl. Kupplung)                                          | 24 775 mm (inkl. Kupplung)                                          | 24 775 mm (inkl. Kupplung)                       | 24 775 mm (inkl. Kupplung)                        |
| Drehzapfenabstand                  | 17 375 mm                                                                          | 17 375 mm                                                                                           | 17 375 mm                                                                          | 17 375 mm                                                           | 17 375 mm                                                           | 17 375 mm                                                           | 17 375 mm                                        |                                                   |
| Wagenbreite                        | 2950 mm                                                                            | 3265 mm                                                                                             | 3265 mm                                                                            | 2924 mm                                                             | 2924 mm                                                             | 2924 mm                                                             | 2924 mm                                          | 2924 mm                                           |
| Dachhöhe über SO                   | 3890 mm                                                                            | 3890 mm                                                                                             | 4400 mm                                                                            | 4343 mm                                                             | 4343 mm                                                             | 4343 mm                                                             | 4343 mm                                          | 4343 mm                                           |
| Fußbodenhöhe über SO               | k. A.                                                                              | 1260 mm                                                                                             | 1360 mm                                                                            | 1240 mm                                                             | 1240 mm                                                             | 1240 mm                                                             | 1240 mm                                          | 1240 mm                                           |
| Leermasse                          | 439 t                                                                              | 447 t (achtteilig)                                                                                  | k. A.                                                                              | 454 t                                                               | 460 t                                                               | k. A.                                                               | k. A.                                            | 442 t                                             |
| Gesamtmasse                        | k. A.                                                                              | k. A.                                                                                               | Einsystem: 662 t Zweisystem: 678 t                                                 | 492 t                                                               | 493 t                                                               | k. A.                                                               | k. A.                                            |                                                   |
| Anzahl der Achsen                  | 32                                                                                 | 32 (achtteilig)                                                                                     | 40                                                                                 | 32                                                                  | 32                                                                  | 64                                                                  | 32                                               | 32                                                |
| Achsformel                         | Bo’Bo’+2’2’ +Bo’Bo’+2’2’ +2’2’+Bo’Bo’                                              | Bo’Bo’+2’2’ +Bo’Bo’+2’2’ +2’2’+Bo’Bo’ +2’2’+Bo’Bo’ (achtteilig)                                     | Bo’Bo’+2’2’ +Bo’Bo’+2’2’ +2’2’+2’2’ +2’2’+Bo’Bo’                                   | Bo’Bo’+2’2’+Bo’Bo’+2’2’ +2’2’+Bo’Bo’+2’2’+Bo’Bo’                    | Bo’Bo’+2’2’+Bo’Bo’+2’2’ +2’2’+Bo’Bo’+2’2’+Bo’Bo’                    | 2× (Bo’Bo’+2’2’ +Bo’Bo’+2’2’ +2’2’+Bo’Bo’ +2’2’+ Bo’Bo’)            | Bo’Bo’+2’2’+Bo’Bo’+2’2’ +2’2’+Bo’Bo’+2’2’+Bo’Bo’ | Bo’Bo’+2’2’+Bo’Bo’+2’2’ +2’2’+Bo’Bo’+2’2’+Bo’Bo’  |
| Radsatzfahrmasse maximal           | 17 t                                                                               | 17,7 t                                                                                              | Einsystem: 17 t Zweisystem: 18 t                                                   | 17 t                                                                | 17 t                                                                | < 17 t                                                              | k. A.                                            |                                                   |
| Drehgestellmasse                   | k. A.                                                                              | Triebdrehgestell: 9,5 t Laufdrehgestell: 7,4 t                                                      | k. A.                                                                              | k. A.                                                               |                                                                     | k. A.                                                               | k. A.                                            |                                                   |
| Achsstand Drehgestell              | 2500 mm                                                                            | 2500 mm                                                                                             | 2500 mm                                                                            | 2500 mm                                                             | 2500 mm                                                             | 2500 mm                                                             | 2500 mm                                          | 2500 mm                                           |
| Raddurchmesser (neu/minimal)       | k. A.                                                                              | Triebdrehgestell: 920/830 mm Laufdrehgestell: 920/860 mm                                            | 920/840 mm                                                                         | k. A.                                                               |                                                                     | k. A.                                                               | k. A.                                            |                                                   |
| Federung                           | k. A.                                                                              | primär: Stahlfeder sekundär: Luftfeder                                                              | primär: Stahlfeder sekundär: Luftfeder                                             | k. A.                                                               |                                                                     | k. A.                                                               | k. A.                                            |                                                   |
| Antrieb                            | achsreitendes Getriebe mit Bogenzahnkupplung zwischen Gestellmotor und Ritzelwelle | achsreitendes Getriebe mit Bogenzahnkupplung zwischen Gestellmotor und Ritzelwelle                  | achsreitendes Getriebe mit Bogenzahnkupplung zwischen Gestellmotor und Ritzelwelle | k. A.                                                               |                                                                     | k. A.                                                               | k. A.                                            |                                                   |
| Getriebeübersetzung                | 2,62                                                                               | 2,79                                                                                                | 3,03                                                                               | k. A.                                                               |                                                                     | k. A.                                                               | k. A.                                            |                                                   |
| Kupplungstyp                       | Scharfenbergkupplung                                                               | Scharfenbergkupplung                                                                                | SA-3-Kupplung                                                                      | Scharfenbergkupplung                                                | Scharfenbergkupplung                                                | Scharfenbergkupplung                                                | Scharfenbergkupplung                             | Scharfenbergkupplung                              |
| Anfahrzugkraft                     | 283 kN                                                                             | 300 kN                                                                                              | 328 kN                                                                             | 300 kN                                                              | 300 kN                                                              | k. A.                                                               | k. A.                                            |                                                   |
| mittlere Beschleunigung            | 0,28 m/s² (Durchschnittliche Beschleunigung bei 380 s von 0 auf 320 km/h)          | 0,38 m/s² (0–200 km/h)                                                                              | Einsystem: 0,40 m/s² (0–120 km/h) Zweisystem: 0,39 m/s² (0–120 km/h)               | 0,53 m/s² (0–60 km/h) 0,52 m/s² (60–120 km/h)                       |                                                                     | k. A.                                                               | k. A.                                            |                                                   |
| Bremssysteme                       | Nutzbremse, Druckluftbremse, Widerstandsbremse                                     | Nutzbremse, Druckluftbremse, Widerstandsbremse, Federspeicherbremse                                 | Nutzbremse, Druckluftbremse, Widerstandsbremse, Federspeicherbremse                | Nutzbremse, Druckluftbremse, Wirbelstrombremse, Federspeicherbremse | Nutzbremse, Druckluftbremse, Wirbelstrombremse, Federspeicherbremse | Nutzbremse, Druckluftbremse, Widerstandsbremse, Federspeicherbremse | k. A.                                            |                                                   |
| Bremskraft maximal                 | k. A.                                                                              | k. A.                                                                                               | 378 kN                                                                             | k. A.                                                               |                                                                     | k. A.                                                               | k. A.                                            |                                                   |
| Bremsweg                           | 3900 m (320–0 km/h)                                                                | 3700 m (300–0 km/h)                                                                                 | 3900 m (250–0 km/h)                                                                | k. A.                                                               |                                                                     | k. A.                                                               | k. A.                                            |                                                   |
| Betriebstemperatur                 | k. A.                                                                              | CRH350LTT bis −40 °C (LTT = Low Temperature Train)                                                  | bis −40 °C fahrbereit bis −50 °C Sicherheitssysteme                                | k. A.                                                               |                                                                     | k. A.                                                               | k. A.                                            |                                                   |
| Sitzplätze                         | Gesamt: 404 Club: 37 Preferente: 103 Turista: 264                                  | Gesamt (achtteilig): 601 1. Kl.: 72, 2. Kl.: 529 Gesamt (16-teilig) : ca. 1060                      | Gesamt: 604 Businessklasse: 104 Touristenklasse: 500                               | Gesamt: 460 1. Klasse: 111 2. Klasse: 333 Bistro: 16                | Gesamt: 455 1. Klasse: 99 2. Klasse: 340 Bistro: 16                 | Gesamt: 894 Premier Class: 222 Standard Class: 672                  | Gesamt: 516                                      | Gesamt: 489 Business Class: 99 Economy Class: 390 |
| Zugbeeinflussung                   | ETCS Level 2, STM-LZB80, ASFA                                                      | ETCS Level 1                                                                                        | KLUB-U                                                                             | ETCS, LZB, PZB, RPS, TVM, KVB außer Betrieb: TBL 1 und 2            | ETCS, LZB, PZB, TBL 1 und 2, ATB, TVM                               | ETCS, KVB, TVM, RPS, TBL, Memor, ATB                                | k. A.                                            |                                                   |

Die Lebensdauer eines Velaro-Hochgeschwindigkeitstriebzuges ist auf 30 Jahre angesetzt.

## Ausschreibungen und Interessenten
Siemens bot der privaten italienischen Eisenbahngesellschaft NTV 25 achtteilige Velaro-Einheiten an. Zu diesem Zweck wurde Ende 2006 ein dreiteiliger Velaro-E-Triebzug von Krefeld nach Rom für eine Präsentation überführt. Mitte Januar 2008 unterlag das Unternehmen mit diesem Angebot gegen den Alstom AGV.
Für das in Argentinien geplante Hochgeschwindigkeitssystem Cobra von Buenos Aires nach Rosario und Córdoba wurde auch ein Konsortium in die engere Wahl gezogen, in dem Siemens einen Velaro geboten hatte. Ein Angebot mit einem Finanzplan wurde aber nicht abgegeben, da die Kosten für Grundstückserwerb nicht abzuschätzen gewesen seien. Das Projekt wurde mittlerweile ganz eingestellt.
Für den Einsatz als Nachfolger der ersten, in den 2010er-Jahren auszumusternden TGV-Bauserie waren durch SNCF-Generaldirektor Guillaume Pépy Anfang 2007 ebenfalls Velaro-Fahrzeuge ins Gespräch gebracht worden.
Im Oktober 2010 gründete Siemens eine Partnerschaft, um sich an der für 2012 erwarteten Ausschreibung eines Hochgeschwindigkeitskorridors zwischen Tampa und Orlando (Florida) zu beteiligen. In das Konzept waren auch der Bahnbetreiber Veolia und die Bauunternehmen Skanska und Global Via eingebunden. Siemens wollte dabei Velaro-Triebzüge anbieten, die voraussichtlich im Werk Sacramento gebaut worden wären. Jedoch wurden im Februar 2011 die Pläne für die Hochgeschwindigkeitsverbindung von Floridas Gouverneur Rick Scott abgelehnt.
Anfang 2012 befand sich Siemens im Gespräch mit Euro Carex, das bis zu 25 wenigstens 300 km/h schnelle Züge im Güterverkehr einsetzen möchte, in denen Luftfrachtcontainer befördert werden. Neben Zügen auf Basis der Velaro-Plattform wurde zu diesem Zeitpunkt auch der Einsatz von TGV Duplex diskutiert.
Laut einem Pressebericht hätten auf älteren Siemens-Zügen basierende Fahrzeuge von chinesischen Herstellern gegen aktuelle Siemens-Züge in Ausschreibungen konkurriert. Im Rahmen einer geheimen Vereinbarung dürften chinesische Hersteller nur mit der Zustimmung von Siemens auf der Velaro-Plattform basierende Züge anbieten. Siemens sei dabei als Zulieferer von Komponenten oder über Lizenzgebühren beteiligt. Der Auftragseingang für derartige Komponenten machte bei Siemens im Jahr 2013 700 Millionen Euro aus.
Die Bundeswehr plante 2022 die Beschaffung von mindestens drei ICE-3-Neo-Triebzügen, die ab 2025 als Lazarettzüge bzw. Krankentransportzüge für die Behandlung von Verletzten sowie für den Transport von Intensivpatienten eingesetzt werden sollen.

## Nachfolger Velaro Novo

### Geschichte
Seit Ende 2013 arbeitet Siemens am Nachfolger der Velaro-Plattform, deren Züge ab 2023 einsatzbereit sein sollten. Das Konzeptdesign wurde Mitte 2015 vorgelegt.
Im Juni 2018 stellte Siemens den Velaro Novo vor. Der Velaro Novo soll im Vergleich zum Velaro durch neue Technologien 15 Prozent Masse und durch aerodynamische Verbesserungen bis zu 30 Prozent Energie einsparen können. Die Varianten dieser neue Plattform können für Höchstgeschwindigkeiten zwischen 250 und 360 km/h motorisiert werden. Der Aufwand für die Instandhaltung soll ebenfalls um 30 Prozent sinken und der Zug soll 10 Prozent mehr Sitzplätze bieten.
Siemens gab im Juni 2019 mit dem Velaro Novo ein Gebot für die Züge der High Speed 2 ab, konnte den Auftrag jedoch nicht gewinnen.
Der Velaro Novo wurde 2023 auch der Deutschen Bahn angeboten, als diese 95 ICE einer neuen Generation beschaffen wollte.
Siemens gilt als aussichtsreicher Kandidat für California High-Speed Rail. Der Velaro erfüllt die verlangten 220 Meilen pro Stunde (354 km/h) Höchstgeschwindigkeit (die seit mindestens fünf Jahren in Betrieb sein müssen), unter nur zwei der begutachteten Modelle (neben Alstom AGV, Stand 2009). Siemens betreibt außerdem bereits ein Werk in Kalifornien. Die „Buy America“-Vorschrift wurde als wichtigster Grund angegeben, warum chinesische Anbieter für das ebenfalls in Kalifornien beheimatete XpressWest-Hochgeschwindigkeitsprojekt abgesprungen sind. Anfang 2024 wurde Siemens, neben Alstom, als qualifizierter Bieter für das Projekt benannt.
2024 erhielt Siemens Mobility aus den USA den ersten Auftrag für den Zug. Er wird für Brightline West, eine im Bau befindliche Hochgeschwindigkeitsstrecke zwischen Los Angeles und Las Vegas, gebaut. Als Betriebsbeginn ist 2028 geplant.

### Technik
Die 7- bzw. 14-teiligen Triebzüge von 202 bzw. 404 Metern Länge werden als Ein- oder Zweisystemzüge für den Betrieb mit Wechselspannung (15 und 25 kV) konzipiert. Die siebenteiligen Einheiten können in Doppeltraktion gefahren werden. Die Züge sollen in drei Grundvarianten angeboten werden: Vor allen Dingen für den außereuropäischen Hochgeschwindigkeitsverkehr eine Variante für 360 km/h mit sechs Traktionsanlagen und 25 kV, eine Variante auch für Europa mit fünf Traktionsanlagen und 6600 kW Antriebsleistung bis 320 km/h bei 25 kV bzw. 300 km/h bei 15 kV sowie eine Variante für den Intercityverkehr (4 Traktionsanlagen, 4700 kW, 280 km/h). Je nach Höchstgeschwindigkeit verfügen die Züge über eine Leistung zwischen 4700 (für 280 km/h) und 8000 kW (für 360 km/h) bei einer Masse von 412 bzw. 420 Tonnen. Die Anfahrzugkraft soll bei 230 bzw. 275 kN liegen.
Die Züge werden durch permanenterregte Fahrmotoren angetrieben, deren Leistungsdichte gegenüber Vorgängermodellen erhöht und die Zahl der Antriebe bei gleicher Leistung gesenkt werden könnte. Die elektrische Bremsleistung liegt dabei 50 % über der Antriebsleistung, womit die Züge bis zum Stillstand elektrisch bremsen können sollen. Die unter Rückspeisung (Rekuperation) erreichbare elektrische Bremsleistung der drei Konfigurationen wird dabei mit 7200, 9900 und 11 800 kW angegeben. Auf dem Dach werden Bremswiderstände mit Lüftungsklappen angeordnet. Die allein damit erreichbare (rheostatische) Bremsleistung liegt bei 5600, 7000 bzw. 8400 kW. Die Triebdrehgestelle sollen mit Klotzbremsen ausgerüstet werden, die bei Schnellbremsungen bei gleichzeitigem Ausfall der Fahrdrahtspannung zum Einsatz kommen sollen. Scheibenbremsen sind für die Laufdrehgestelle vorgesehen. Magnetschienen- oder Wirbelstrombremsen sind nicht geplant.

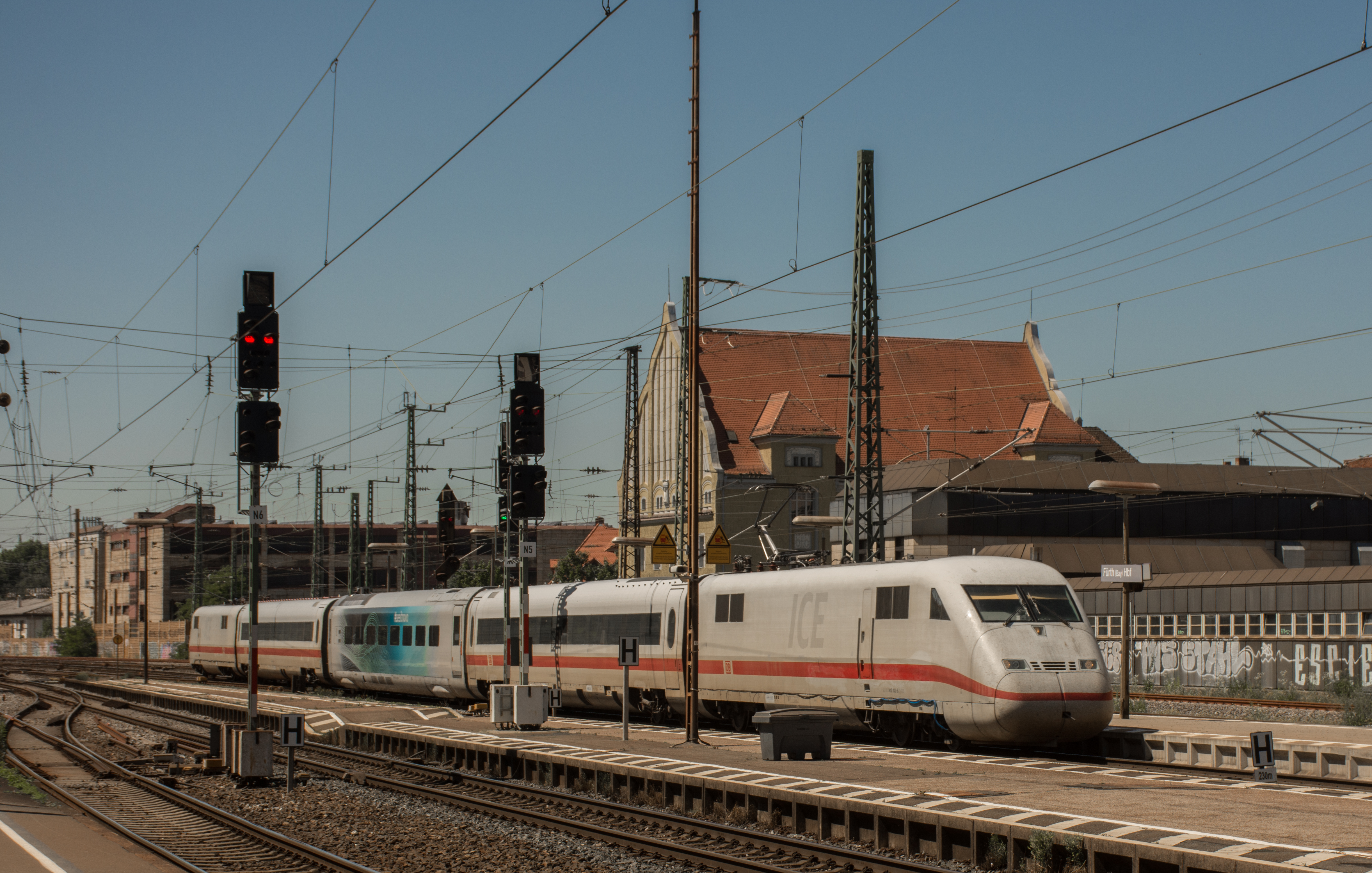
Ein Velaro-Novo-Wagen in den ICE S eingereiht (2019)

Die 28,75 Meter langen Wagenkästen werden nach dem Prinzip der leeren Röhre ohne feste Einbauten gefertigt. Untersitzcontainer und Elektronikschränke im Fahrgastbereich sind nicht vorgesehen. Die gegenüber früheren Velaros längeren Wagen bedingen eine etwas geringere Wagenkastenbreite von 2,880 m statt vormals 2,942 m, die Mittelgänge sollen bei gleicher Bestuhlung mit 535 mm 11 mm breiter ausfallen. Von 200 Metern Zuglänge soll auf 188 m Platz für Fahrgäste geschaffen werden.

### Erprobung
Der Bau des ersten Versuchsmittelwagens war Anfang 2017 begonnen worden. Der mit 250 Sensoren ausgestattete Wagen wird seit April 2018 im ICE S erprobt. Zwischen 2018 und Anfang 2021 legte der Wagen, der seit Juli 2019 inzwischen auch bei regelmäßigen Infrastruktur-Inspektionsfahrten mitläuft, bereits über 100 000 km zurück.
Im Winter 2020 wurde die Hochgeschwindigkeit bis 360 km/h getestet. Während einer Testfahrt im Juni 2025 zwischen Erfurt und Leipzig erreichte der ICE S mit dem neuen Novo-Wagen eine Geschwindigkeit von 405 km/h.

### Version für USA
Der Velaro Novo wird auf dem nordamerikanischen Markt unter der Bezeichnung American Pioneer 220 angeboten. Der Wert 220 bezieht sich auf die Höchstgeschwindigkeit von 220 Meilen pro Stunde, das sind ungefähr 355 km/h. Der erste Kunde ist Brightline West, welcher für den Einsatz auf einer Neubaustrecke vom Großraum Los Angeles nach Las Vegas im Mai 2024 zunächst zehn siebenteilige Triebzüge mit einer Kapazität zwischen 434 und 450 Fahrgästen bestellt hat und voraussichtlich ab 2028 einsetzen wird. Siemens bietet diesen Zug auch der California High-Speed Rail an, die sechs Züge für ihre Hochgeschwindigkeitsstrecke in Kalifornien bestellen will. Um die Vorgabe einer heimischen Produktion zu erfüllen, baut Siemens ein Werk in Horseheads (Chemung County) im U.S. Bundesstaat New York. Die Produktion soll dort 2026 starten.